# Intet nytt under kjolen
Intet nytt under kjolen (franska: On aura tout vu) är en fransk komedifilm från 1976 i regi av Georges Lautner med Pierre Richard i huvudrollen.

## Rollista
- Pierre Richard ... François Perrin, en reklamfotograf
- Jean-Pierre Marielle ... Bob Morlock, en producent av pornografiska filmer
- Miou-Miou ... Christine Lefèbvre, vän av François
- Gérard Jugnot ... Ploumenech, assistent till Morlock
- Henri Guybet ... Henri Mercier, pastaprodukter och medförfattare med François
- Renée Saint-Cyr : Madame Ferroni, chef för pastavarumärket  "Ferroni"
- Sabine Azéma ... Claude Ferroni, flickan kär Henri
- Jean Luisi ... Jules Slimane, pornografiska skådespelare
- Valérie Mairesse ... Pierrette, en skådespelerska
- Michel Blanc ... själv
- Marie-Anne Chazel ... själv
- Christian Clavier ... själv
- Gérard Chambre ... Aldo, pornografiska skådespelare
- Jean Michaud ... Monsieur Ferroni, chef för pastavarumärket  "Ferroni"
- Maïtena Galli ... Mona Duroc, pornografiska skådespelare
- Arlette Emmery ... Marie-France, sekreterare till Morlock
- Thierry Lhermitte ... skådespelaren på teatern